# Charleston (film)
Charleston – włoski film komediowy z 1977 roku w reżyserii Marcello Fondato z udziałem Buda Spencera.

## Obsada
- Bud Spencer – Brian Charleston
- Sergio Fiorentini – Brian Charleston (głos)
- James Coco – Joe Lo Monaco
- Antonio Guidi – Joe Lo Monaco (głos)
- Herbert Lom – insp. Watkins
- Ferruccio Amendola – insp. Watkins (głos)
- Jack La Cayenne – Jack Watson / Columbus
- Dino Emanuelli – Bull
- Piero Tiberi – Bull (głos)
- Ronald Lacey – Frankie
- Massimo Giuliani – Frankie (głos)
- Geoffrey Bayldon – wujek Fred / kapitan Bob
- Giorgio Piazza – wujek Fred / kapitan Bob (głos)
- Renzo Marignano – adwokat Morris
- Gianni Marzocchi – adwokat Morris (głos)
- Luigi La Monica – sierż. Roy
- Michele Starck – lalunia Morrisa
- Raffaele Mottola – reporter Frank DeNiro
- Claudio Ruffini, Giancarlo Bastianoni, Sergio Smacchi, Paolo Figlia – zausznicy Lo Monaco
- Omero Capanna – clown z teatru
- Maurizio De Angelis – pianista z teatru[2]